# FHP-Modell
Das FHP-Modell ist ein elementares Gittermodell und ein zellulärer Automat zur Simulation von Gasen und Flüssigkeiten. Es ist auch als Lattice Gas Cellular Automata (LGCA) bekannt.

## Geschichte
Das FHP-Modell wurde 1986 von Uriel Frisch, Brosl Hasslacher und Yves Pomeau aufgestellt, deren Initialen namengebend für das Modell sind. Mit dem HPP-Modell von Hardy, Pomeau und de Pazzis aus dem Jahre 1973 hat es historisch einen Vorläufer. Der Grund für die vergleichsweise lange Zeit von 13 Jahren bis zur Weiterentwicklung ist, dass dem HPP-Modell die Isotropie als wichtige Eigenschaft fehlte und man glaubte, dass solche Modelle prinzipiell nicht isotrop sein können. Nachdem die Isotropie für das FHP-Modell bewiesen war, begann rasch eine intensive Untersuchung des Modells und einer Reihe Varianten. Die Entdeckung der Isotropie im FHP-Modell in Verbindung mit der hohen Recheneffizienz führte zum einen dazu, dass über das FHP-Modell auf der Titelseite der Washington Post berichtet wurde, zum anderen gab es zuvor schon Überlegungen, das Modell und jegliche Forschung daran als geheim und militärisch bedeutsam zu klassifizieren, mithin Veröffentlichungen also zu unterbinden.

## Modell
Wie die Bezeichnung Gitter-Gas besagt, spielt sich die gesamte Dynamik auf einem Gitter ab. Im Falle des FHP-Modells ist es ein Gitter aus lauter gleichseitigen Dreiecken. Es existiert folglich eine sechszählige (diskrete) Rotationssymmetrie. Das Dreiecksgitter ist der entscheidende Unterschied zum HPP-Modell, das auf einem orthogonalen Gitter (Schachbrett) basiert.
- Teilchen existieren immer nur auf den Gitterpunkten, d. h. nie auf den Kanten und nie auf den Flächen.
- Jedem Teilchen ist eine Richtung (von einem Gitterpunkt zu einem anderen unmittelbar benachbarten) zugeordnet.
- Ein Gitterpunkt kann für jede Richtung maximal ein Teilchen, d. h. insgesamt zwischen null und sechs Teilchen enthalten.
- Die Teilchen werden rundenweise vorwärts bewegt. Zwischen den Zügen wird jeweils überprüft, ob es an einem Gitterpunkt zu einer Streuung kommt.

Streuung: Zur Streuung kommt es, wenn auf einem Gitterpunkt gleichzeitig zwei, drei oder vier Teilchen sind, deren Impulse (Richtungen) sich zu null addieren. Bei zwei Teilchen bedeutet dies, dass die Teilchen entgegengesetzte Richtung haben müssen, bei dreien, dass die Winkel zwischen den Teilchen 120° betragen müssen, und bei vier Teilchen, dass die unbesetzten Richtungen entgegengesetzt sein müssen.
Bei der Streuung von zwei Teilchen werden beide Richtungen um 60° nach rechts oder nach links gedreht, wobei die Richtung der Ablenkung zufällig und mit gleicher Wahrscheinlichkeit (50:50) gewählt wird. Bei der Streuung von drei Teilchen werden besetzte und unbesetzte Richtungen ausgetauscht und bei der Streuung von vier Teilchen wird die unbesetzte Richtung um 60° nach rechts oder links gedreht. In jedem Fall ist die Impulssumme also auch nach der Streuung null. Damit ist im gesamten Modell – von Randeffekten abgesehen – die Impulserhaltung gewährleistet. In einer deterministischen Version des Modells wird nicht per Zufall über die Ablenkungsrichtung entschieden, sondern abwechselnd nach rechts und links abgelenkt. Aus gleichen Anfangsbedingungen folgt in diesem Fall ein immer gleicher Simulationsablauf.
Siehe auch die in NetLogo implementierte Simulation.

## Eigenschaften
Das FHP-Modell erfüllt im hydrodynamischen Grenzfall die Navier-Stokes-Gleichung.